# カサノリ
カサノリ（Acetabularia ryukyuensis）は、緑藻植物門アオサ藻綱に属する海藻の一種。

## 形態

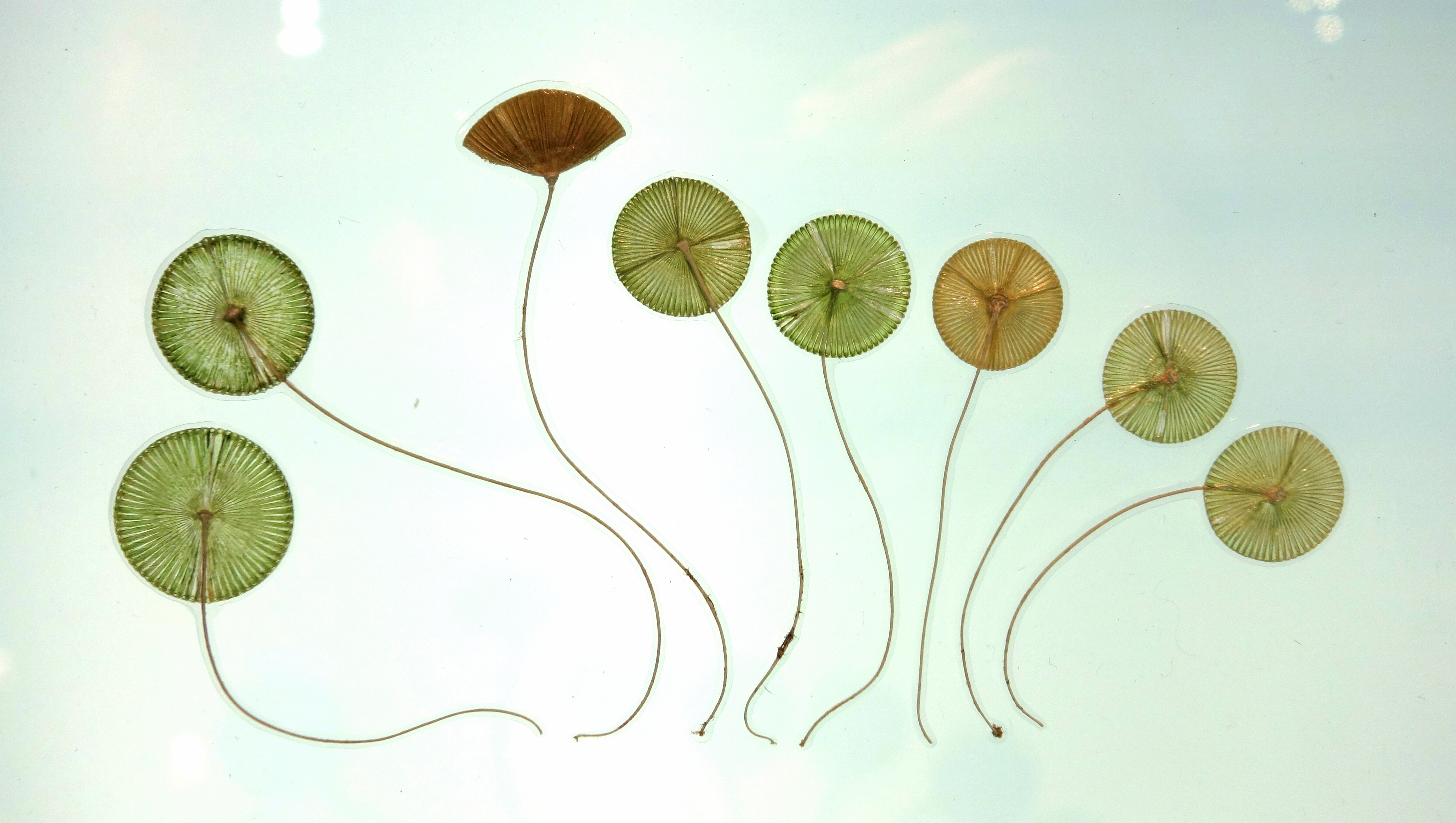
カサノリの標本（国立科学博物館の展示）

カサノリは、約1cmの円錐状のかさと、長さが最大10cmになる柄をもつ巨大な単細胞性の緑藻類である。かさの大きさは夏季より冬季のほうが大型になり、胞子枝数も冬季のほうが多くなる。

## 分布
奄美大島と八重山諸島に分布する日本固有種である。
近縁種のホソエガサと混生していることもある。